# Охристогрудый медосос
Охристогрудый медосос (лат. Xanthotis flaviventer) — вид воробьиных птиц из семейства медососовых (Meliphagidae). Таксономия плохо изучена, иногда выделяют до 14 подвидов данного вида.

## Распространение
Обитают в Австралии, Индонезии, на Папуа — Новой Гвинее.

## Описание
Длина тела 18—21 см. Масса особей различается в зависимости от пола и подвида.

### Вокализация
Эти птицы не относятся к шумным, но рутинно подают голос в течение дня.

## Биология
Питаются преимущественно насекомыми. Миграций не совершают, однако в Австралии некоторые особи во время влажного сезона могут перелетать на более открытые участки леса.
МСОП присвоил таксону охранный статус «Виды, вызывающие наименьшие опасения» (LC).